# Varjú
Varjú alatt a varjúfélék (Corvidae) családjába tartozó fekete tollú, nagy testű madarakat szokás érteni.

## Elnevezése
A varjú szó többes száma varjak vagy varjúk, nyelvjárási változatai: varnyú, vargyú, vartyú. Feltehetően finnugor eredetű hangutánzó szó. A varjú mordvin nyelven vartsi, finnül varis. Mindezek eredete a madár hangjának vár-vár formában történő utánzása lehetett. A vargyú alakból származik az erdélyi Vargyas település neve.
A magyarban a madár hangját a „kár”, „károg”, „káricsál” szavak jelölik. Más nyelvekben is a hasonló kor, kró, kre hangutánzó szavakból származik a madár neve, pl. latin cornix, angol crow, francia corneille, német Krähe, holland kraai.

## Varjúfajok
A következő fajokat jelölik a varjú névvel:
- Dolmányos varjú (Corvus cornix)
- Havasi varjú vagy  vöröscsőrű csóka (Pyrrhocorax pyrrhocorax)
- Indiai varjú (Corvus splendens)
- Kormos varjú (Corvus corone)
- Rövidcsőrű varjú (Corvus brachyrhynchos)
- Vetési varjú (Corvus frugilegus)

## Szerepe a mitológiában
Sok mondában, legendában keveredik a varjú és a holló. Mindkettőt az istenek hírnökének tartották, melyeknek köze van az időjáráshoz és a hosszú élethez, de mint rossz ómen, előre jelzik a szerencsétlenségeket és a halált is. Ravaszsága és intelligenciája adhatott alapot a varjúformában megjelenő és ilyen alakban csínytevő, ármánykodó tündérek képzetéhez.
A görög–római mitológiában a fehér varjakat hírhozóknak tekintették. Amikor aztán egyszer rossz hírekkel érkeztek, Athéné istennő féktelen haragjában bekormozta a tollukat. Apollón isten máshogy büntette meg a varjút, miután vízért küldte a madarat, ám az elfeledte feladatát, fügét csemegézett vízhordás helyett, s Apollónhoz késve érkezett, kígyóval a csőrében, azt hazudva, hogy a kígyó késleltette útján. Apollón átlátott a hazugságon, ezért a kígyót felhajította a levegőbe, a hátára tette a varjat a vizes kupával, majd megparancsolta Hidrának, hogy ne engedje a madarat inni, s megtiltotta a varjúnak, hogy énekeljen. Ettől kezdve az már csak károgni tudott.
Az ír–kelta mondakörben a varjak Morrigan hadistennő nevéhez kötődnek, aki két nővérével képes volt varjú alakot ölteni és ilyen formában történő feltűnésével jelezni a háború kezdetét.
A magyar folklórban is szerepet kap. Arany János Vörös Rébék című, népi babonákat felhasználó balladájának a főszereplője egy varjúvá változó boszorkány.

## Gasztronómiai szerepe
Varjúból kitűnő húslevest lehet főzni. Hazánkban főleg a somogyi arisztokrácia kedvelte ezt az ízletes, különleges ételt (a Bata-féle húsleves is eredetileg varjúhúsból készült).